# Kylie Strom
Kylie Strom (Endicott, Nueva York, Estados Unidos; 18 de marzo de 1992) es una futbolista estadounidense. Juega de lateral o extremo por la banda izquierda en el Orlando Pride de la NWSL de Estados Unidos. 
Con el Sparta de Praga ha ganado dos dobletes de liga y copa checas. Con el Atlético de Madrid ganó la Supercopa en 2021.

## Trayectoria

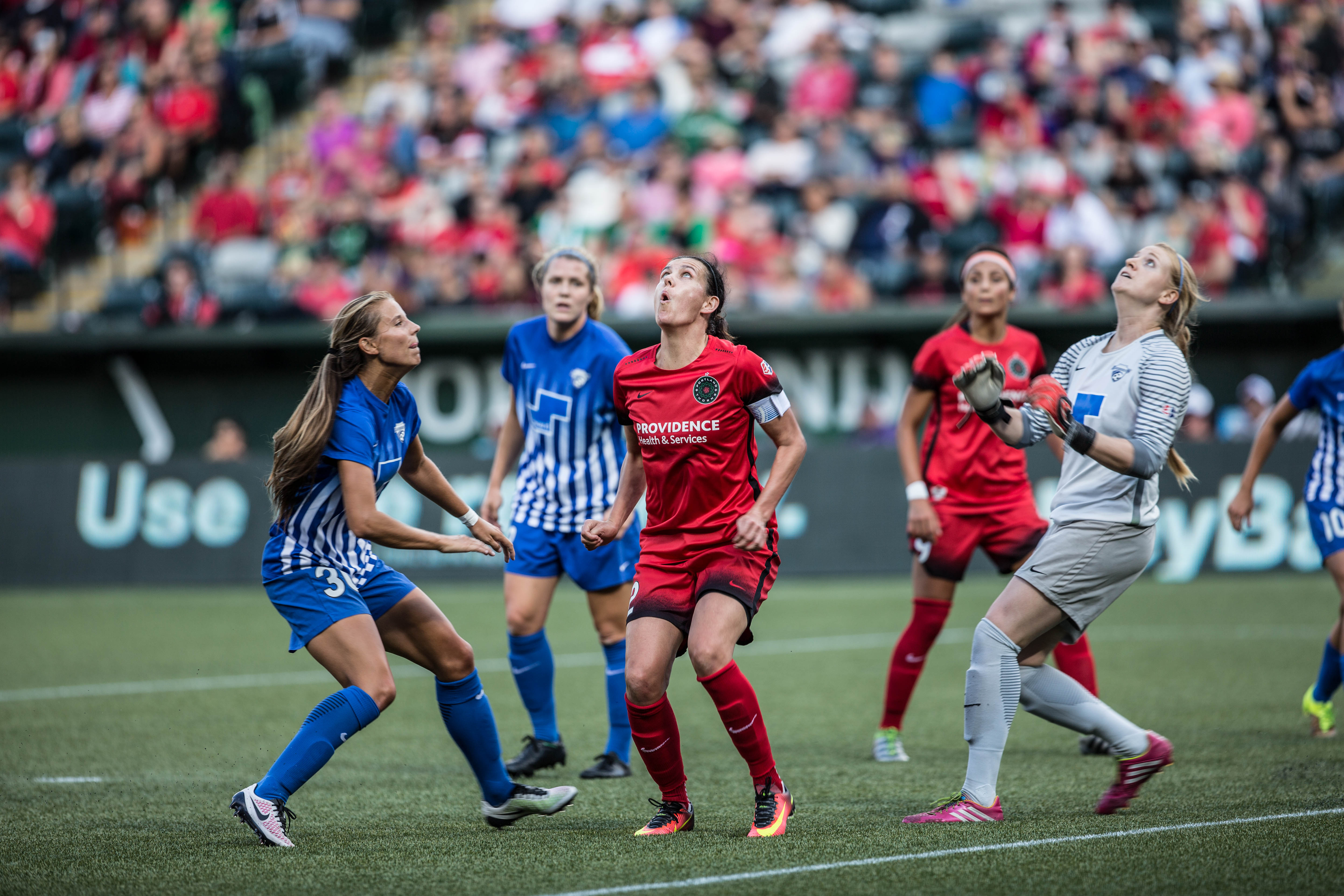
Strom jugando con los Breakers ante los Thorns

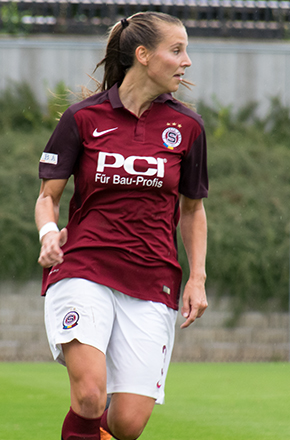
Kylie Strom jugando con el Sparta de Praga en septiembre de 2017

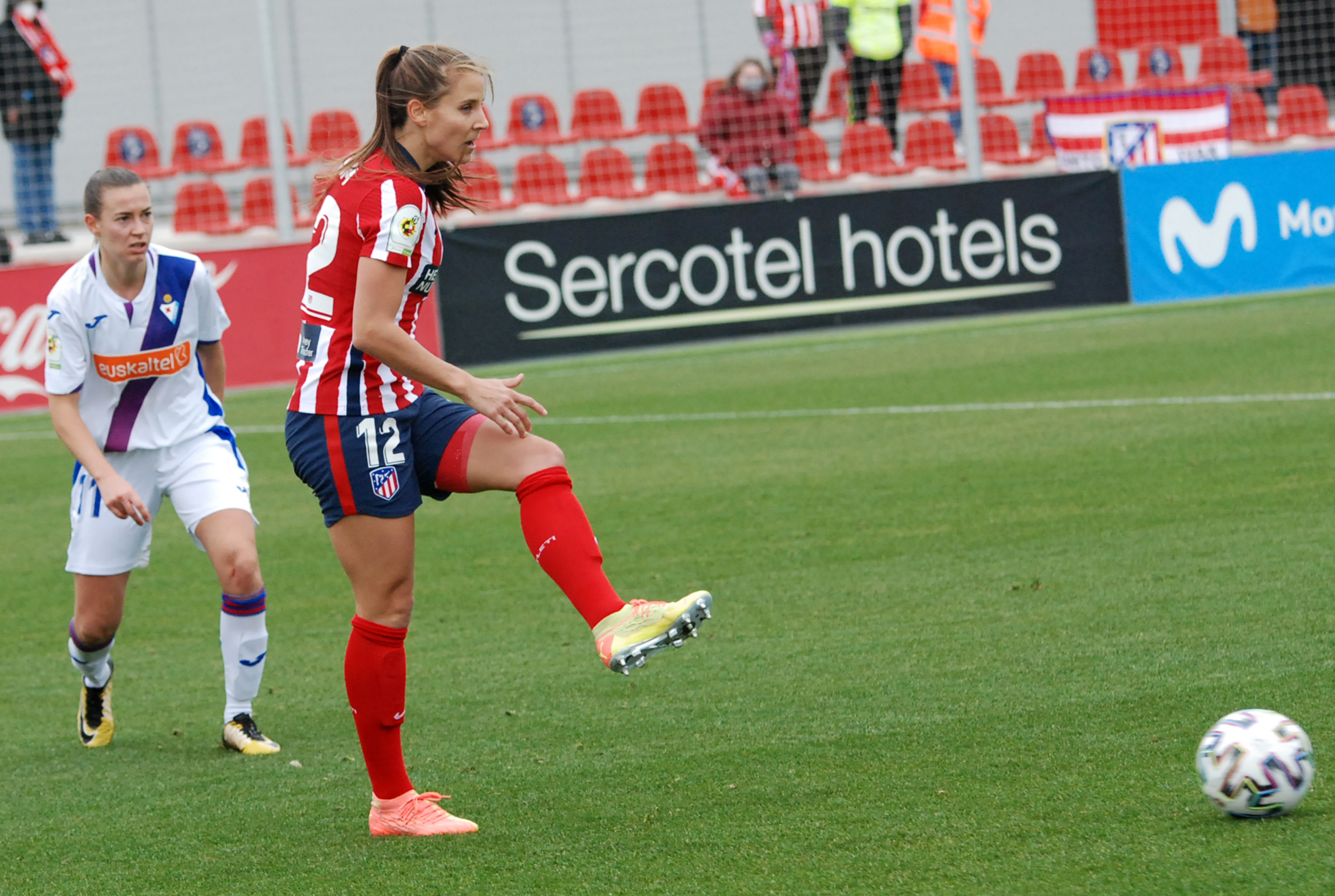
Kylie Strom jugando con el Atlético de Madrid

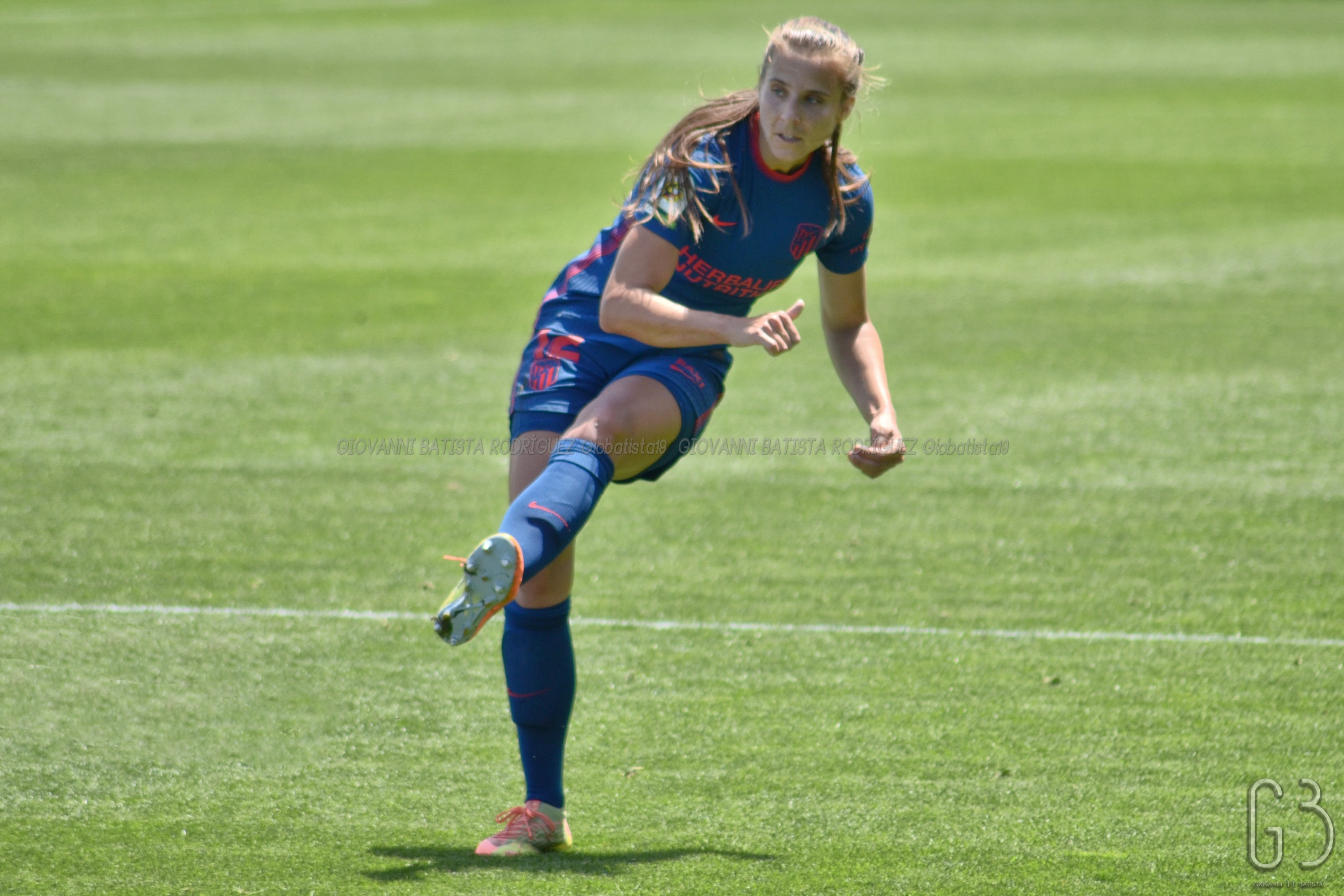
Kylie Strom con el Atlético de Madrid

### Inicios
Empezó a jugar en sus años de estudiante y fue nombrada NY State Class AA Player of the Year y NSCAA All-American. Con el Syracuse Surge Fury ganó dos veces el campeonato estatal de N.Y. West State. En secundaria también compitió en atletismo, en carreras de 400 metros. En su época universitaria jugó con los Boston Terriers entre 2010 y 2013. En 2010 fue incluida en el equipo ideal de America East All-Rookie y en el de America East All-Championship, en el segundo equipo del NSCAA All-Region. En 2011 fue incluida en el equipo ideal del America East All-Conference y en 2013 en el segundo equipo del NSCAA All-Mid-Atlantic. Jugó 86 partidos en Boston, marcando 14 goles y dando 17 asistencias, y fue convocada a un entrenamiento de la Selección Sub-23 de Estados Unidos.
En 2015 tuvo un breve paso por el 1. FFC Frankfurt II, pero no llegó a disputar ningún encuentro con el primer equipo.
En 2016 volvió a Boston a formar parte del equipo reserva de los Boston Breakers. El 15 de julio de 2016 fue convocada con el primer equipo. Debutó el 17 de julio de 2016 contra el Sky Blue FC, sustituyendo a Katie Shoepfer en el minuto 61. El partido concluyó con derrota por 2-3. Firmó un contrato profesional el 30 de agosto de dicho año. En total jugó 7 partidos en la temporada, siendo titular en 3 encuentros. Quedaron en último lugar del campeonato regular, con 11 puntos en 20 partidos. En 2017 permaneció en el equipo y fue convocada en 9 encuentros, pero no llegó a jugar en ninguno de ellos. Las Brakers acabaron en penúltimo lugar, empatados a 19 puntos con Washington y Strom dejó el club el 30 de junio de 2017, antes de concluir la temporada.

### Sparta de Praga
En verano de 2017 fichó por el Sparta de Praga, done fue titular habitual. Debutó el 13 de agosto en la primera jornada de la liga 2017-18 ante el Slovan Liberec, disputando los 90 minutos y ganando por 6-0. Debutó en la Liga de Campeones el 4 de octubre de 2017 con victoria por 0-5 sobre el PAOK en los dieciseisavos de final. En el partido de vuelta no jugó y vencieron por 3-0, clasificándose para los octavos de final. Marcó su primer gol el 4 de noviembre ante el rival local, el Slavia de Praga, en un partido que concluyó con empate a 2. Volvió a marcar cuatro días después en los octavos de final de la Liga de campeones al abrir el marcador ante el Linköpings, pero el equipo sueco empató el encuentro, y se impuso en el partido de vuelta, eliminando al Sparta de la competición.
Jugó 11 de los 14 partidos de la primera fase, en los que marcó dos goles, y el Sparta quedó en segundo lugar. En la fase por la lucha al título el Sparta ganó todos los partidos y adelantó al Slavia, ganando la liga por un punto. Strom jugó los 6 partidos y marcó 3 goles en esta fase, uno de ellos ante el Slavia. Fue el primer título del Sparta tras cinco años de sequía y también ganó la copa checa tras vencer por 3-1 sobre el 1. Football Club Slovácko participando en los tres goles de su equipo y fue elegida mejor jugadora del partido. Al concluir la temporada fue elegida mejor jugadora del equipo en la temporada y Personalidad de la Temporada 2017-18.
En la temporada 2018-19 el Sparta de Praga fue eliminado en los dieciseisavos de final por el Ajax. Sin embargo, dominó la liga, ganando todos los partidos de la primera fase y cediendo tan solo un empate en la segunda fase. Strom fue la tercera máxima goleadora del equipo, con 14 tantos. En la Copa golearon en todos sus partidos hasta llegar a la final, en la que se enfrentaron al Slavia de Praga. El Slavia se adelantó en la primera parte y Strom igualó el partido en la segunda mitad, lo que les permitió llegar a la tanda de penaltis en la que ganó el Sparta, conquistando de nuevo el doblete de liga y copa. Strom volvió a ser elegida la mejor jugadora del equipo de la temporada.

### Atlético de Madrid
En agosto de 2019 fichó por el Atlético de Madrid. Debutó con el Atlético el 7 de septiembre de 2019 con victoria por 0-1 sobre el Sporting de Huelva en el Estadio Nuevo Colombino, siendo titular. El 26 de septiembre marcó su primer gol como rojiblanca, al marcar el gol del empate y de la tranquilidad ante el Spartak Subotica en la vuelta de los dieciseisavos de final de la Liga de Campeones. Tras la dimisión de José Luis Sánchez Vera y la llegada de Pablo López en octubre dejó de tener minutos y no volvió a ser titular hasta enero. Volvió a tener más presencia tras otro cambio de entrenador y la llegada de Dani al banquillo, pero sufrió una lesión muscular en su muslo izquierdo. Jugó 8 partidos de liga, 4 de ellos como titular antes de que se suspendiera con motivo de la pandemia del Covid-19 y quedando subcampeona de liga. Disputó la semifinal la Supercopa en la que cayeron derrotadas por el F. C. Barcelona. No participó por lesión en el partido de octavos de final de la Copa de la Reina ante el Betis en el que pasaron las sevillanas al vencer en la tanda de penaltis.
En la temporada 2020-21 se hizo con la titularidad al lesionarse Carmen Menayo. El 15 de noviembre de 2020 marcó su primer gol como colchonera en la victoria por 4-1 sobre el Betis, en un partido en el que también fue protagonista al perder el balón que dio el gol que adelantó al equipo sevillano y dar una asistencia de gol.

### Orlando Pride
En julio de 2021 fichó por el Orlando Pride.

## Estadísticas

### Clubes
Actualizado al último partido jugado el 20 de junio de 2021.
| Club | Div.             | Temporada     | Liga  | Liga  | Liga   | Copas nacionales(1) | Copas nacionales(1) | Copas nacionales(1) | Copas internacionales(2) | Copas internacionales(2) | Copas internacionales(2) | Total | Total | Total  | Media goleadora(3) |
| Club | Div.             | Temporada     | Part. | Goles | Asist. | Part.               | Goles               | Asist.              | Part.                    | Goles                    | Asist.                   | Part. | Goles | Asist. | Media goleadora(3) |
| --- | ---------------- | ------------- | ----- | ----- | ------ | ------------------- | ------------------- | ------------------- | ------------------------ | ------------------------ | ------------------------ | ----- | ----- | ------ | ------------------ |
| 1. FFC Fráncfort · Alemania | Bundesliga       | 2015-16       | 0     | 0     | 0      | 0                   | 0                   | 0                   | 0                        | 0                        | 0                        | 0     | 0     | 0      | -                  |
| 1. FFC Fráncfort · Alemania | Total club       | Total club    | 0     | 0     | 0      | 0                   | 0                   | 0                   | 0                        | 0                        | 0                        | 0     | 0     | 0      | -                  |
| Boston Breakers Estados Unidos | NWSL             | 2016          | 7     | 0     | 0      | -                   | -                   | -                   | -                        | -                        | -                        | 7     | 0     | 0      | 0,00               |
| Boston Breakers Estados Unidos | NWSL             | 2017          | 0     | 0     | 0      | -                   | -                   | -                   | -                        | -                        | -                        | 0     | 0     | 0      | -                  |
| Boston Breakers Estados Unidos | Total club       | Total club    | 7     | 0     | 0      | -                   | -                   | -                   | -                        | -                        | -                        | 7     | 0     | 0      | 0,00               |
| Sparta de Praga · República Checa | 1ª Div.          | 2017-18       | 17    | 5     |        | 4                   | 2                   | 1+                  | 3                        | 1                        | 0                        | 24    | 8     | 1+     | 0,33               |
| Sparta de Praga · República Checa | 1ª Div.          | 2018-19       | 19    | 14    |        | 4                   | 3                   |                     | 2                        | 0                        | 0                        | 25    | 17    |        | 0,68               |
| Sparta de Praga · República Checa | Total club       | Total club    | 36    | 19    |        | 8                   | 3                   |                     | 5                        | 1                        | 0                        | 49    | 25    | 1+     | 0,51               |
| Atlético de Madrid · España | Primera División | 2019-20       | 8     | 0     | 0      | 1                   | 0                   | 0                   | 2                        | 0                        | 0                        | 11    | 0     | 0      | 0,00               |
| Atlético de Madrid · España | Primera División | 2020-21       | 25    | 1     | 5      | 2                   | 0                   | 0                   | 2                        | 0                        | 0                        | 29    | 1     | 5      | 0,03               |
| Atlético de Madrid · España | Total club       | Total club    | 33    | 1     | 5      | 3                   | 0                   | 0                   | 4                        | 0                        | 0                        | 40    | 1     | 5      | 0,02               |
| Total carrera | Total carrera    | Total carrera | 76    | 20    | 5      | 11                  | 5                   | 1+                  | 9                        | 1                        | 0                        | 96    | 26    | 6+     | 0,27               |
| (1) Incluye datos de la Copa de la Reina, Supercopa de España y Copa de la República Checa. (2) Incluye datos de la Liga de Campeones femenina. (3) No incluye goles en partidos amistosos. |                  |               |       |       |        |                     |                     |                     |                          |                          |                          |       |       |        |                    |

## Palmarés

### Títulos nacionales
| Título              | Club               | País            | Año     |
| ------------------- | ------------------ | --------------- | ------- |
| Liga checa          | Sparta de Praga    | República Checa | 2017-18 |
| Copa checa          | Sparta de Praga    | República Checa | 2017-18 |
| Liga checa          | Sparta de Praga    | República Checa | 2018-19 |
| Copa checa          | Sparta de Praga    | República Checa | 2018-19 |
| Supercopa de España | Atlético de Madrid | España          | 2021    |

### Distinciones individuales
| Distinción                                         | Año     |
| -------------------------------------------------- | ------- |
| Mejor Jugadora de la final de la Copa Checa        | 2018    |
| Mejor Jugadora de la temporada del Sparta de Praga | 2017-18 |
| Personalidad de la temporada checa                 | 2017-18 |
| Mejor Jugadora de la temporada del Sparta de Praga | 2018-19 |